# Zenon Nowak (Politiker, 1905)

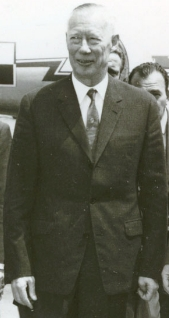
Zenon Nowak (1967)

Zenon Nowak (* 27. Januar 1905 in Pabianice; † 21. August 1980 in Warschau) war ein Politiker der Polnischen Vereinigten Arbeiterpartei PZPR (Polska Zjednoczona Partia Robotnicza) in der Volksrepublik Polen, der unter anderem zwischen 1952 und 1968 Vizepräsident des Ministerrates war. Er war darüber hinaus von 1971 bis 1978 Botschafter in der Sowjetunion.

## Leben

### Parteifunktionär, Zweiter Weltkrieg und Vize-Ministerpräsident
Zenon Nowak arbeitete in den Jahren 1917 bis 1920 in einem Bergwerk in Westfalen sowie nach seiner Rückkehr als Landarbeiter. Später war er in einer Weberei in Pabianice beschäftigt, ehe er als Bergmann in Bergwerken in Schlesien tätig war. 1924 trat er als Mitglied der damaligen Kommunistischen Partei Polens KPP (Komunistyczna Partia Polski) bei. Nach dem Überfall auf Polen sowie der daraufhin erfolgten deutschen Besetzung Polens 1939 befand er sich zwischen 1942 und 1945 in einem Arbeitslager im Sudetenland. Nach Ende des Zweiten Weltkrieges trat er 1945 als Mitglied der Polnischen Arbeiterpartei PPR (Polska Partia Robotnicza) bei und war von 1945 bis 1947 Angehöriger der Sowjetarmee. Nach seiner Rückkehr nach Polen wurde er Mitarbeiter im Parteiapparat der PPR und fungierte zunächst als Sekretär des PPR-Komitee von Posen sowie anschließend als Erster Sekretär des PPR-Komitees von Katowice. 
Auf dem I. (Gründungs-)Parteitag der PZPR (15. bis 22. Dezember 1948) wurde Nowak zum Mitglied des Zentralkomitee der Polnischen Vereinigten Arbeiterpartei (ZK der PZPR) und gehörte diesem Gremium bis zu seinem Tode am 21. August 1980 an. Er war zwischen 1948 und 1950 Leiter der ZK-Abteilung für Kader und danach von 1950 bis 1954 Kandidat des Politbüros des ZK. Am 20. November 1952 wurde er für die PZPR im Wahlkreis Nr. 54 Gliwice Mitglied des Sejm und gehörte diesem bis zum 20. November 1956 an. Am 21. November 1952 wurde er in der Regierung von Ministerpräsident Bolesław Bierut Vizepräsident des Ministerrates und war damit einer der Stellvertretenden Ministerpräsidenten (Wicepremier).

### Politbüromitglied, Entmachtung und Botschafter in der UdSSR
Auf dem II. Parteitag (10. bis 17. März 1954) erfolgte seine Wahl zum Mitglied des Politbüros, dem er bis zum Plenum des ZK am 21. Oktober 1956 angehörte. Auf diesem II. Parteitag hatte er den völligen Fehlschlag der Kollektivierungspolitik eingestanden und eine radikale Änderung der Landwirtschaftspolitik vorgeschlagen. Nowak erklärte damals: „Wir sind zu der Überzeugung gelangt, daß wir ohne die Arbeit und die Unterstützung der selbständigen Bauern unsere Produktionsziele nicht erreichen werden. Dies ist der einfache Grund, warum die Regierung die Partei um jede nur mögliche Hilfe für die individuelle Bearbeitung von Grund und Boden ersucht, die in den vergangenen Jahren bessere Ergebnisse als die staatlichen Kolchosen erzielte.“ In der zweiten Regierung von Ministerpräsident Józef Cyrankiewicz bekleidete er anschließend vom 18. März 1954 bis zum 24. Oktober 1956 als Zweiter Vizepräsident des Ministerrates und war danach zwischen dem 24. Oktober 1956 und dem 22. Dezember 1968 wieder Vizepräsident des Ministerrates in der zweiten, dritten, vierten und fünften Regierung Cyrankiewicz. Während der Zeit des Polnischen Oktober 1956 gehörte er im Machtkampf innerhalb der PZPR neben Franciszek Jóźwiak, Wiktor Kłosiewicz, Hilary Chełchowski, Aleksander Zawadzki, Władysław Kruczek, Władysław Dworakowski, Kazimierz Mijal, Franciszek Mazur, Bolesław Rumiński und Stanisław Łapot der einflussreichen Natolin-Faktion an. Auf seine Initiative hatte sich vor Wochen diese sogenannte Natolin-Gruppe gebildet. Der Name stammt von einem Schlösschen außerhalb Warschaus, das einst Graf Stanisław Kostka Potocki gehörte. Nach dem Posener Aufstand hatten sich dort die Stalinisten der Partei zu einer Geheimkonferenz getroffen, auf der die Rückkehr zu „harten“ Methoden beschlossen wurde. Die Natolin-Gruppe bildete den stalinistischen Flügel im Zentralkomitee, und Zenon Nowak war es, der sich in der Vormittagssitzung des 19. Oktober 1956 der Ausbootung von Konstantin Konstantinowitsch Rokossowski aus dem Politbüro am heftigsten widersetzte.

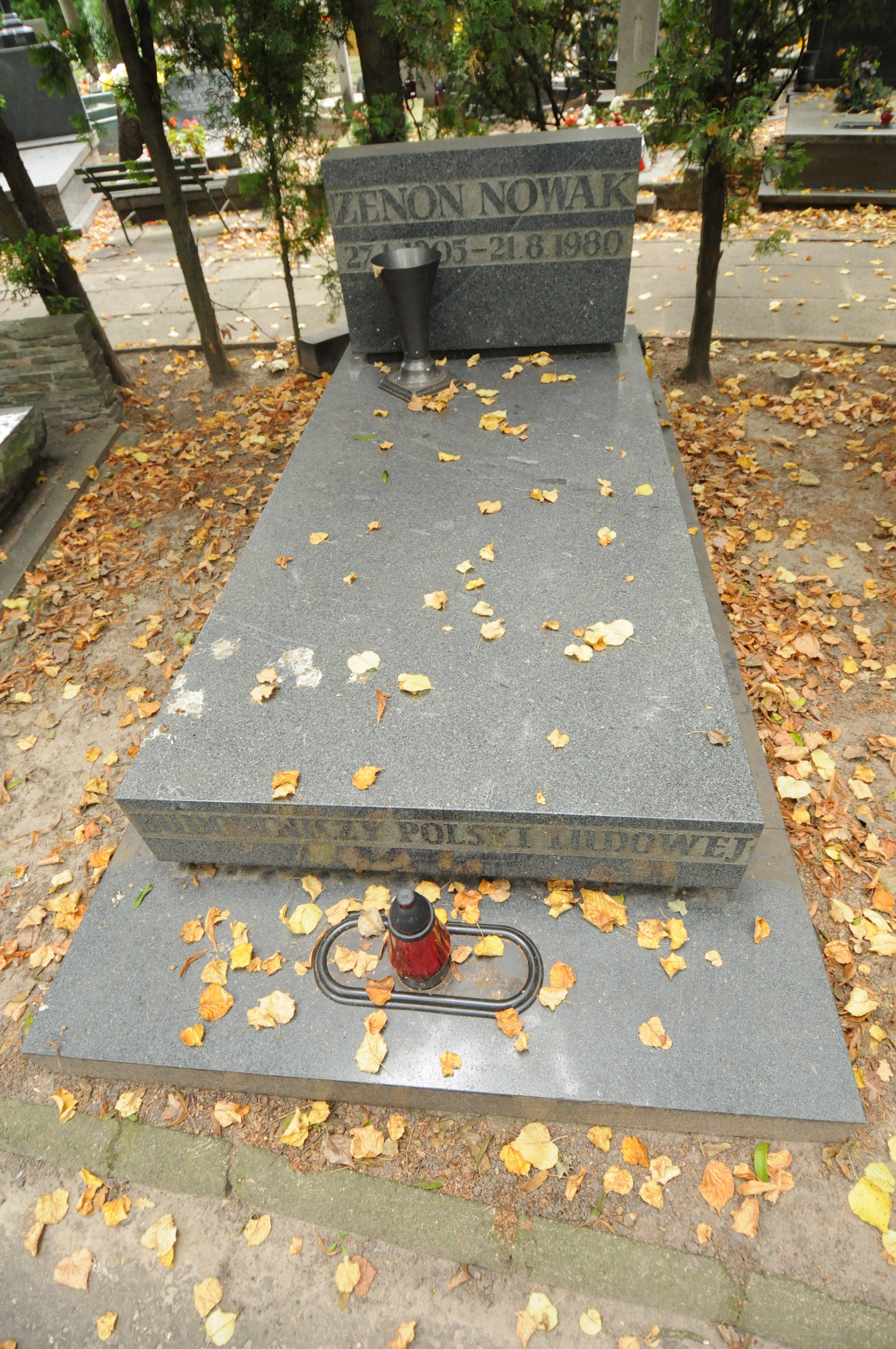
Grab von Zenon Nowak auf dem Powązki-Friedhof in Warschau.

Am 15. Mai 1961 wurde Nowak im Wahlkreis Nr. 47 Pabianice abermals Mitglied des Sejm und gehörte diesem nunmehr bis zum 22. Dezember 1971 an, wobei er zuletzt seit dem 27. Juni 1969 den Wahlkreis Nr. 9 Białystok vertrat. Während der dritten bis fünften Legislaturperiode (1961 bis 1972) war er zudem Mitglied des Präsidiums der PZPR-Fraktion. Nach seinem Ausscheiden aus der Regierung war er zwischen 1968 und 1971 Vorsitzender der Zentralen Parteikontrollkommission der PZPR sowie zugleich als Nachfolger von Konstanty Dąbrowski vom 28. Juni 1969 bis zu seiner Ablösung durch Mieczysław Moczar am 22. Juni 1971 Präsident der Obersten Kontrollkammer (Najwyższa Izba Kontroli). Danach wurde er im Juni 1971 Nachfolger von Jan Ptasiński Botschafter in der Sowjetunion und bekleidete diesen bis März 1978. Die von der polnischen Regierung schon 1976 geplante Abberufung des Diplomaten war auf Bitten der Sowjetunion immer wieder verzögert worden. Protokollarischer Grund: Der Pole, als dienstältester Diplomat auch Doyen des Diplomatischen Korps in Moskau, wäre in dieser Funktion bei seinem Ausscheiden durch den Botschafter der Volksrepublik China in der UdSSR, Liu Xinquan, ersetzt worden, was die Moskauer Führung aus politischen Gründen um jeden Preis vermeiden wollte. Im August 1977 hatte nun auch Peking seinen Mann in Moskau durch Botschafter Wang Youping ersetzt; als neuer Doyen rückte Robert Arthur Douglass Ford, der Botschafter Kanadas, nach. Nach seiner Rückkehr war er von 1978 bis zu seinem Tode noch Mitglied des Präsidiums des Nationalen Komitees der Front der Nationalen Einheit FJN (Front Jedności Narodu).
Für seine Verdienste erhielt Nowak unter anderem den Orden Erbauer Volkspolens (Order Budowniczych Polski Ludowej) sowie den Orden Banner der Arbeit (Order Sztandaru Pracy) Erster Klasse, den Orden Polonia Restituta (Order Odrodzenia Polski) als Kommandeur mit Stern sowie den sowjetischen Orden der Oktoberrevolution. Nach seinem Tode wurde er auf dem Powązki-Friedhof in Warschau beigesetzt.